# Biel/Bienne
Biel/Bienne er en by i kantonen Bern i Schweiz. Byen ligger på sproggrænsen mellem tysk og fransk. Biel er det tyske navn på byen, Bienne er det franske. Der bliver skiltet på begge sprog, og fra 1. januar 2005 var byens officielle navn "Biel/Bienne". 
Byen ligger ved den nordøstlige bred af Bielersee/Lac de Bienne. Byen Bern ligger 25 km sydøst for Biel/Bienne.
Byens centrum har en gotisk kirke fra 1451. Rådhuset er fra 1534.

Befolkningen er på ca. 50.000 indbyggere.

## Andet
Byen er kendt i skakverdenen for sin årlige skakturnering.